# Vía espinotalámica
El tracto espinotalámico (también conocido como vía espinotalámica, sistema anterolateral o el sistema ventrolateral) es una vía sensorial desde la piel hasta el tálamo. Desde el núcleo ventral posterolateral en el tálamo, la información sensorial se transmite hacia arriba a la corteza somatosensorial de la circunvolución poscentral.
El tracto espinotalámico consta de dos vías adyacentes: anterior y lateral. El tracto espinotalámico anterior transporta información sobre el tacto crudo. El tracto espinotalámico lateral transmite dolor y temperatura.
En la médula espinal, el tracto espinotalámico tiene una organización somatotópica. Esta es la organización segmentaria de sus componentes cervical, torácica, lumbar y sacra, que está dispuesta desde la más medial hasta la más lateral, respectivamente.
La vía se decusa a nivel de la médula espinal, en lugar de en el tallo cerebral, como la vía de la columna posterior medial del lemnisco y el tracto corticoespinal lateral.

## Estructura
Hay dos partes principales del tracto espinotalámico (STT):
- El tracto espinotalámico lateral transmite dolor y temperatura.
- El tracto espinotalámico anterior (o el tracto espinotalámico ventral) transmite un tacto crudo y una presión firme.

El tracto espinotalámico, al igual que el tracto dorsal de la columna medial lemniscus, utiliza tres neuronas para transportar información sensorial desde la periferia hasta el nivel consciente en la corteza cerebral.
Las neuronas pseudounipolares en el ganglio de la raíz dorsal tienen axones que conducen desde la piel a la médula espinal dorsal donde ascienden o descienden uno o dos niveles vertebrales a través del tracto de Lissauer y luego hacen sinapsis con neuronas secundarias en la sustancia gelatinosa de Rolando o el núcleo propio. Estas neuronas secundarias se llaman células del tracto.
Los axones de las células del tracto cruzan (decusado) hacia el otro lado de la médula espinal a través de la comisura blanca anterior, y hacia la esquina anterolateral de la médula espinal (de ahí que el tracto espinotalámico sea parte del sistema anterolateral). La decusación generalmente ocurre 1-2 segmentos del nervio espinal por encima del punto de entrada. Los axones viajan a lo largo de la médula espinal hasta el tallo cerebral, específicamente la médula ventromedial rostral.

## Función
Los tipos de información sensorial transmitida a través del tracto espinotalámico se describen como sensación afectiva. Esto significa que la sensación va acompañada de una compulsión a actuar. Por ejemplo, un picor se acompaña de la necesidad de rascarse, y un estímulo doloroso nos hace querer alejarnos del dolor. [Citación necesitada]
Hay dos subsistemas identificados:
- Directo (para la apreciación consciente directa del dolor)
- Indirecta (para el impacto afectivo y de excitación del dolor). Las proyecciones indirectas incluyen
  - Espino-Retículo-Tálamo-Cortical (parte del sistema de excitación reticular ascendente, también conocido como ARAS)
  - Espino-Mesencefálico-Límbico (para el impacto afectivo del dolor).

### Sistema anterolateral
En el sistema nervioso, el sistema anterolateral es una vía ascendente que transmite dolor, temperatura (sensación protopática) y tacto crudo desde la periferia al cerebro. Comprende tres vías principales:
| Nombre                                     | Destino             | Función                                                           |
| ------------------------------------------ | ------------------- | ----------------------------------------------------------------- |
| Tracto espinotalámico (lateral y anterior) | Tálamo              | Importante en la localización de estímulos dolorosos o térmicos   |
| Tracto espinorreticular                    | Formación reticular | Causa la alerta y la excitación en respuesta al estímulo doloroso |
| Tracto espinotectal                        | Tectum              | Orienta los ojos y la cabeza hacia los estímulos                  |

## Importancia clínica
A diferencia de los axones de las neuronas de segundo orden en la vía posterior del lemnisco de la columna medial, los axones de las neuronas de segundo orden en los tractos espinotalámicos se cruzan a cada nivel segmentario en la médula espinal. Este hecho ayuda a determinar si una lesión está en el cerebro o en la médula espinal. Con lesiones en el tallo cerebral o más altas, las deficiencias en la percepción del dolor, la sensación táctil y la propiocepción son todas contralaterales a la lesión. Con las lesiones de la médula espinal, sin embargo, el déficit en la percepción del dolor es contralateral a la lesión, mientras que los otros déficits son ipsilaterales. Ver el síndrome de Brown-Séquard.
Las lesiones unilaterales generalmente causan anestesia contralateral (pérdida de dolor y temperatura). La anestesia normalmente comenzará 1-2 segmentos por debajo del nivel de la lesión, debido a las fibras sensoriales que se transportan por el tracto dorsal-lateral de Lissauer hasta varios niveles al ingresar a la médula espinal, y afectará todas las áreas del cuerpo caudal. Esto se prueba clínicamente mediante el uso de pinchazos.